# Mezinárodní banka hospodářské spolupráce
Mezinárodní banka hospodářské spolupráce (MBHS) je banka, která byla založena vládami členských států RVHP v roce 1963. Akcionáři banky jsou tři státy – Ruská federace, Mongolsko a Vietnam. MBHS poskytuje všechny běžné bankovní služby (včetně správy účtů) zaměřené na podnikatelskou klientelu, s důrazem na podporu obchodu v členských státech banky.

## Kontroverze
V únoru 2022 po ruské invazi na Ukrajinu vláda ČR oznámila úmysl ukončit členství ČR v MBHS, protože …služby MBHS už v současnosti fakticky nejsou českými podniky využívány a… účast v nich vzbuzuje u našich západních spojenců bezpečnostně-politické otazníky.
Dne 2. března 2022 rozhodla vláda o ukončení členství ČR v postsovětských bankách MIB a MBHS z důvodu ruské agrese vůči Ukrajině.
Mezi vedoucí představitele MBHS do roku 2010 patřil český politik Josef Svoboda.